# Őszirózsás forradalom
Az őszirózsás forradalom, egyes forrásokban 1918-as polgári demokratikus forradalom az első világháború elhúzódása miatt elégedetlenkedő katonák és civilek utcai tüntetésekkel, felvonulásokkal és sztrájkokkal kezdődő felkelése volt Budapesten és a nagyvárosokban 1918. október 30–31-én. Nevét a katonák tábori sapkáján az uralkodói névjellel ellátott sapkarózsa helyére tűzött, a felkelés jelképévé vált őszirózsáról kapta.
A forradalom győzelmével Magyarország kivált a világháborúban katonai vereséget szenvedett és a nemzetiségi mozgalmak felerősödése miatt felbomlott Osztrák–Magyar Monarchiából, és államformája először alakult köztársasággá (korabeli elnevezésben népköztársasággá).

## Története

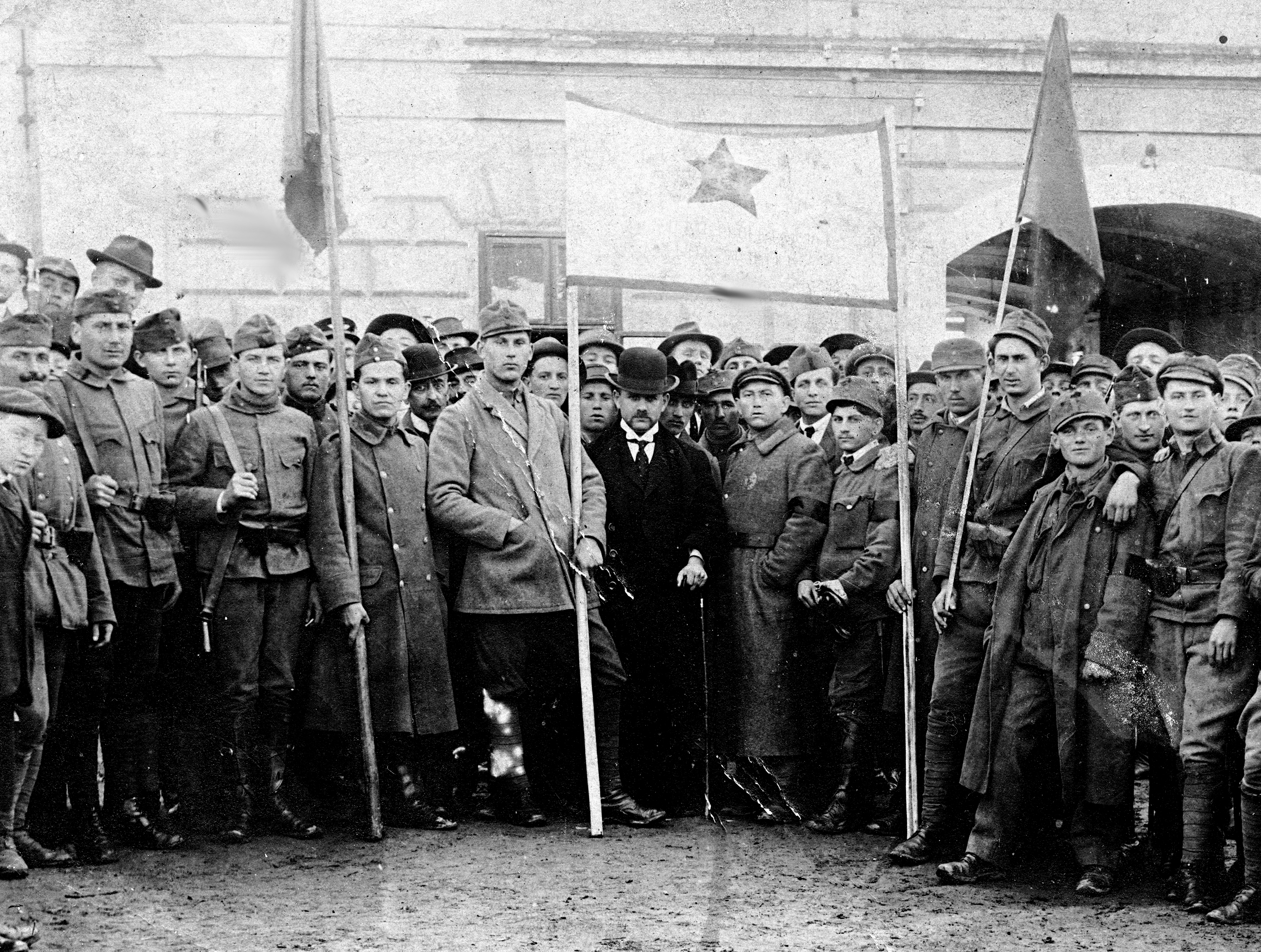
Forradalmárok, katonák egy vörös csillagos transzparenssel 1919-ben

Idővonal

### Előzményei
Az őszirózsás forradalom előzményei közé tartozik, hogy az 1918. április 8-ai római konferencián az antant elfogadta az Osztrák–Magyar Monarchia emigráns nemzetiségi politikusainak azon követelését, hogy a Monarchia helyén, Közép-Európában francia orientációjú kis nemzetállamok jöjjenek létre. Szeptember közepére a hadszintereken szinte mindenhol az antant került fölénybe, az államok között megkezdődnek a békekötésre irányuló egyezkedések, a propaganda azonban továbbra is a győzelem esélyét terjesztette. A hátországot áruhiány és infláció sújtotta, a spanyolnátha tizedelte a lakosságot. 1918. október 16-án a császár az ún. „Völkermanifest” kiáltványában bejelentette szándékát, hogy Ausztria szövetséges állammá alakuljon át, melyben minden nemzet saját külön állami közösséget alkothat letelepülési területén, és felszólította a különböző nemzeti közösségeket, hogy alakítsák meg saját tanácsukat. A harmadik Wekerle-kormány a magyarországi átalakításokat ellenezve még aznap bejelentette, hogy Ausztriához ettől kezdve csak a király személye köti. Károlyi Mihály 12 pontos feliratban javaslatot nyújtott be, amelyben Magyarország teljes függetlenségét kívánta megvalósítani (politikai, katonai gazdasági függetlenség), továbbá az ország területi integritásának megörzését a béketárgyalások útján, demokratizálódást, általános választójogot, a nemzetiségi kérdés rendezését, sajtó és gyülekezési szabadságot, szociális segítséget a rászorulóknak, földreformot, a politikai üldözések befejezését, az élelmiszerkészletek kivitelének leállítását, a külföldön lévő katonák hazahívását a határok megvédésére. Erről pár nappal később törvényjavaslatot is benyújtott.
Hiába fogadta el azonban a magyar kormány 1918. október 20-án a „magyar szent korona országainak függetlenségéről" (perszonálunió) szóló határozatot, mert ekkorra már a kormány tehetetlen volt az elégedetlenséggel szemben, amit Tisza István október 17-i beszéde is növelt a háború elvesztésének, és gyakorlatilag a csak feltétel nélküli békekötés lehetőségének beismerésével. Wekerle ezt belátva október 23-án lemondott, a országgyűlés utolsó, forradalom előtti ülésén.

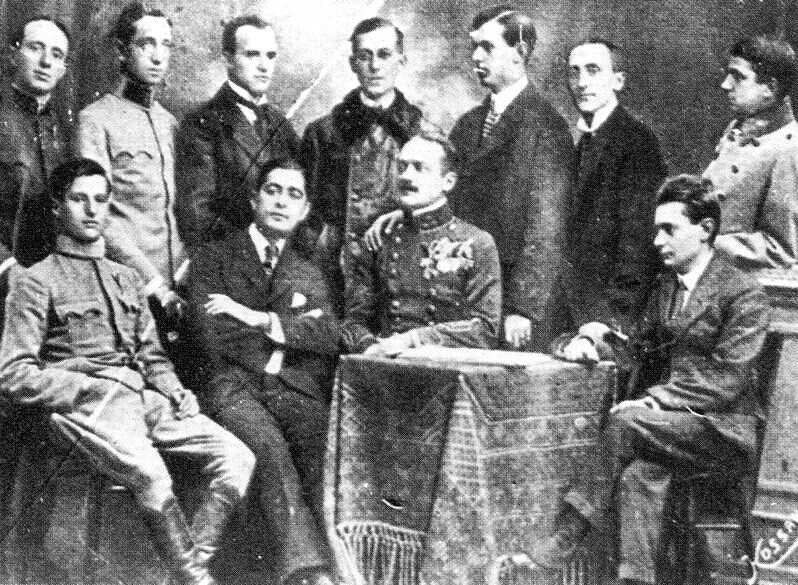
Budapesti Katonatanács

Másnap október 24-én a Károlyi Mihály vezette Függetlenségi és Negyvennyolcas Párt, a Jászi Oszkár vezette Polgári Radikális Párt és a Garami Ernő és Kunfi Zsigmond által irányított Magyarországi Szociáldemokrata Párt, a Károlyi-palotában ellenkormányként megalakította a Magyar Nemzeti Tanácsot, Károlyi Mihály elnökletével. A Magyar Nemzeti Tanács megalakulását követően létrejött a Katona- Munkás- és a Diáktanács. Károlyi Mihály az ellenkormányként megalakított Magyar Nemzeti Tanács elnökeként 1918. október 27-én a honvédelmi biztossá nevezi ki Csernyák Imrét, a Katonatanács megszervezőjét.
Közben a király a magyarországi helyzet normalizálására József főherceget homo regiusszá, magyarország megbízott kormányzójává nevezte ki október 26-án.
1918. október végén sorban kiváltak a Monarchiából az egyes nemzetállamok: 28-án kimondták a Csehszlovák Köztársaság megalakulását (melyhez 30-án Szlovákia is csatlakozott), 29-én Horvátország jelentette be kiválását, 30-án pedig az önálló Ausztria új kormánya alakult meg. Ifj. Andrássy Gyula október 27-én jegyzéket intézett Wilson amerikai elnökhöz, amelyben különbékét kért. Ebben elismerte a csehszlovákok és a délszláv népek önrendelkezési jogát, s bejelentette a Németországgal kötött katonai szerződés felbontását. Október 29-én a Monarchia fegyverszünetet kért az olasz hadvezetéstől. A fegyverszüneti küldöttség október 31-én érkezett meg Padovába, az olasz főparancsnokság székhelyére, ahol november 3-án a Monarchia küldöttsége aláírta a fegyverszüneti okmányt, ezzel azonban csak Ausztria fejezte be részvételét az I. világháborúban, a Magyarországra vonatkozó fegyverszüneti előírásokról még Franchet d’Esperey tábornokkal, a balkáni antant haderőparancsnokával kellett tárgyalni.
A lánchídi csata néven ismert tüntetés során október 28-án a tömeg Károlyi miniszterelnöki kinevezése mellett állt ki, de a Lánchíd pesti hídfőjénél a rendőrök a tömeg közé lőttek, aminek következtében öten meghaltak és sokan megsebesültek. Október 29-én a Magyar Nemzeti Tanács intézőbizottságot alakított, melynek tagjai: Károlyi Mihály, Batthyány Tivadar, Bíró Lajos, Böhm Vilmos, Garami Ernő, Garbai Sándor, Hock János, Jánossy Zoltán, Jászi Oszkár, Kunfi Zsigmond, Lovászy Márton, Pattantyús Ábrahám Dezső, Purjesz Lajos, Szende Pál, Weltner Jakab lettek.
Még aznap a rendőrség is bejelentette csatlakozását a Magyar Nemzeti Tanácshoz.

### A forradalom

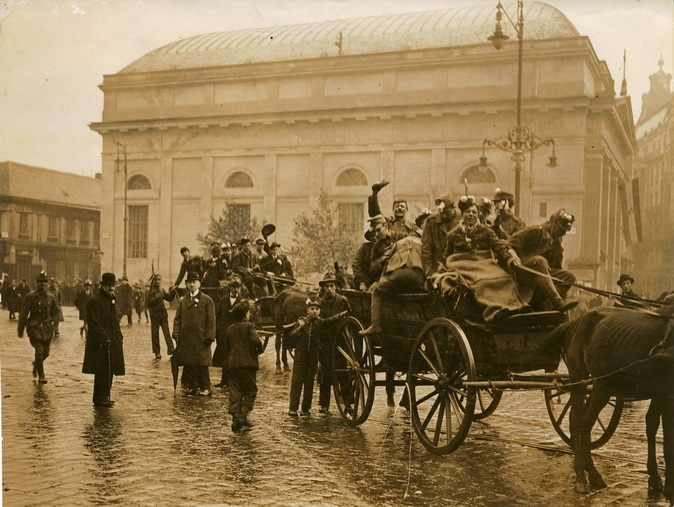
Őszirózsás katonák Budapesten, a mai Deák térnél

A tüntető munkás- és katonatömegek azonosultak a Magyar Nemzeti Tanács céljaival és felháborodtak azon, hogy József főherceg Károlyi helyett Hadik János grófot nevezte ki miniszterelnökké. Megakadályozták a Nemzeti Tanácsra már felesküdött katonaság elszállítását Budapestről és követelték Károlyi miniszterelnökké történő kinevezését.
Október 30-án délután és éjjel – a Magyar Nemzeti Tanács utasítására, de saját kezdeményezésű akcióktól sem mentesen, a Csernyák Imre repülőszázados vezetésével alakított forradalmi testület, a Katonatanács egységei elfoglalták Budapest stratégiai pontjait. Az esti órákban Budapesten két elszállításra váró menetszázad fellázadt és a sapkarózsájuk helyére őszirózsát tűztek majd egyesülve a fővárosban állandó tüntetésben lévő forradalmi tömeggel megakadályozta a menetszázadok frontra indítását. A Conti utcai (ma: Tolnai Lajos utca) börtönből kiszabadították a politikai foglyokat. Az események hatására Hadik János hajnali háromkor lemondott. Október 31-én reggel József főherceg (a király beleegyezésével) Károlyi Mihályt, a Magyar Nemzeti Tanács elnökét nevezte ki miniszterelnöknek, aki egy úgynevezett „népkormányt” alakított a Magyar Nemzeti Tanács három pártjának (Függetlenségi és Negyvennyolcas Párt, Polgári Radikális Párt, Magyarországi Szociáldemokrata Párt) képviselőiből (lásd: Károlyi Mihály-kormány).
Október 31-én, az őszirózsás forradalom utolsó napján, egy katonai különítmény meggyilkolta gróf Tisza István volt magyar miniszterelnököt, aki az újonnan kinevezett miniszterelnök legnagyobb politikai ellenfele volt. A Károlyi Mihály-kormány alatt az államrendőrség nyomozást indított a gyilkosság körülményeinek tisztázására, és elkövetőinek felderítésére, de ez sikertelen maradt.

### Következményei
Amikor a katonai vezetés fegyverszünetet kért az antanttól, az Osztrák–Magyar Monarchia széthullott és teljes káoszba süllyedt. Az állam összeomlott. Az őszirózsás forradalom győzelme után az új állam törvényhozó szerve a Magyar Nemzeti Tanács lett, Károlyi Mihály vezetésével.
Károlyi programja az ország függetlenségéről és a választójog demokratikus reformjáról szóló törvények megalkotása, amnesztia a politikai okokból bebörtönözötteknek, sajtószabadság, egyesülési és gyülekezési jogok biztosítása, a parasztok földhöz juttatása, munkaügyi és népjóléti intézkedések, szociális törvények létrehozása volt. A nemzeti függetlenséget nem trónfosztással, hanem perszonálunióval képzelte el.
November 2-án a budapesti helyőrség tisztjei a parlament előtt esküt tettek az új kormányra. November 13-án IV. Károly király eckartsaui nyilatkozatával lemondott a trónról, és eleve elismerte az ország új államformájáról születendő döntést. November 16-án kikiáltották az (első) Magyar Népköztársaságot, ami ekkor még nem „szocialista köztársaságot” jelentett, hanem csupán a „nép” előtaggal kívánták nyomatékosítani az új berendezkedés és az addigi „úri” Magyarország közti különbséget. Emiatt az 1918. november 16-tól 1919. március 21-éig tartó időszakot Első magyar köztársaság néven szokás számon tartani a magyar történelemben. (Korabeli fényképek tanúsága szerint egyes transzparenseken a „Magyar Köztársaság” felirat is szerepelt.)
Károlyiék politikai támogatottsága azonban nem volt stabil, 1919 január közepén a kormány lemondott és megalakult a Berinkey-kormány, a Magyar Nemzeti Tanács Károlyit ideiglenes köztársasági elnökké választotta. 1919. március 20-án a kormány megkapta a békeszerződés döntésének dokumentumait (Vix-jegyzék), mely a román csapatok előrenyomulását és egy dél-magyarországi semleges zóna kialakítását irányozta elő. A feltételeket elfogadhatatlannak ítélték. Ezért új kormány alakítását tervezték a kommunisták bevonásával. A „szocialista” kormány megalakítása érdekében tárgyalásokat kezdtek a kommunistákkal a szociáldemokrata és kommunista pártok egyesüléséről. Úgy tűnt, sikerült megállapodni az új kormány összetételéről, és a Berinkey-kormány lemondott, de közben  Garbai Sándor szociáldemokrata és Kun Béla kommunista vezetők kikiáltották a Tanácsköztársaságot Március 21-én. Károlyi úgy gondolta, hogy továbbra is köztársasági elnök marad, de mivel az új kormány közleményében az ő lemondását is közölte, megadta magát a körülményeknek és külföldre távozott.

## Az őszirózsás forradalom árnyoldalai
A forradalmi zűrzavarban számos törvénytelenség történt mind Budapesten, mind vidéken, de már a lánchídi csata során (október 28.) meghaltak hárman és kb. 55-en megsebesültek.
Október 31-én délután Tisza István Hermina úti villájába ismeretlen kilétű fegyveres katonák hatoltak be, elzavarták a villa őrzésére kirendelt csendőröket, majd rövid szóváltás után agyonlőtték Tiszát, Károlyi legfőbb politikai ellenfelét.
Fosztogatások, majd a még működő hatóságok által kezdeményezett megtorlások is voltak Eperjesen (100-nál több halott), a felvidéki Galgócon (27 fosztogató letartóztatása), a Muraközben (134 áldozat), a bánsági Kula, Melence, Törökbecse községekben (68 áldozat), Bihar megyében (90 áldozat), Facsádon (Krassó-Szörény megye). Egy Lugosról felszálló repülőgép több bombát is dobott a fosztogató román parasztokra (104 áldozat). De történtek atrocitások Jósikafalván (Kolozs megye, 40 áldozat), Munkácson (7 halott), Látrányban (Somogy megye), Adonyban (Fejér megye, 7 halott), Miskolcon (200 letartóztatás) és Nyíregyházán (1000 letartóztatás, 75 haláleset) is.

## Értékelései
Horváth Attila jogtörténész szerint az “őszirózsásnak” nevezett eseménysor nem forradalom volt. A forradalmat valójában csak diktatúrával, valamilyen fajta despotikus hatalommal szemben lehet kirobbantani, jogállam esetében ilyesmiről nem beszélhetünk. Szerinte Károlyiék ki tudták használni azt, hogy a nagy tömegek ekkora már kiábrándultak az alkotmányosságból, a demokráciából, a parlamentarizmusból, és elnézték nekik azt, hogy nem tartják be az alkotmányos alapelveket.

## Galéria

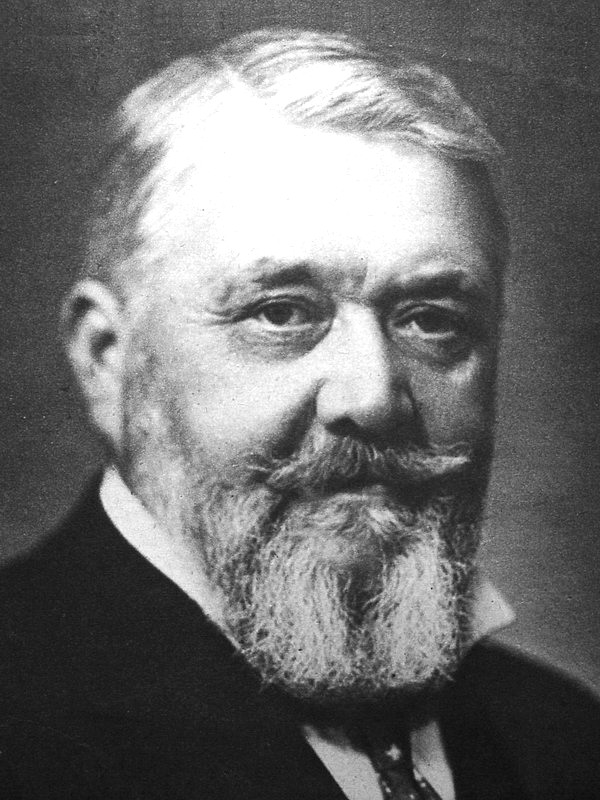
Hadik János
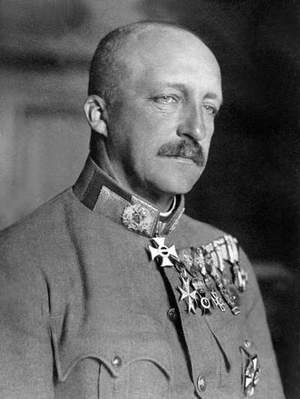
József főherceg
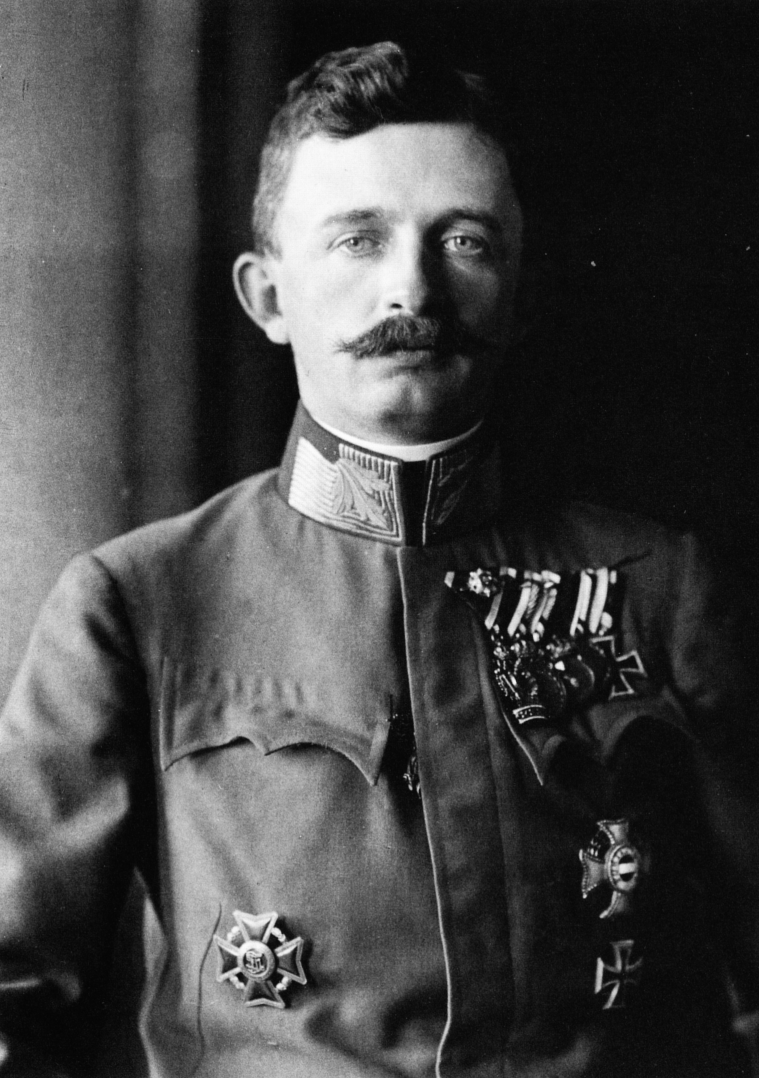
IV. Károly, Magyarország királya 1918. november 13-ig
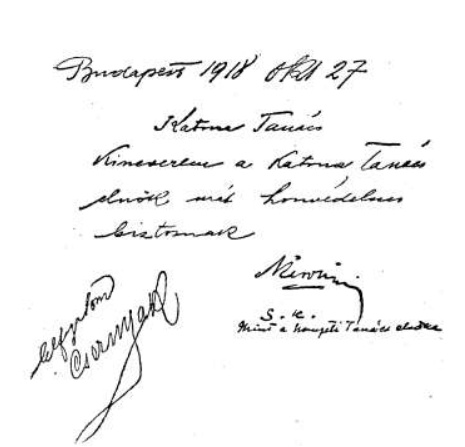
Károlyi Mihály a Nemzeti Tanács elnökeként 1918. október 27-én honvédelmi biztossá nevezi ki Csernyák Imrét
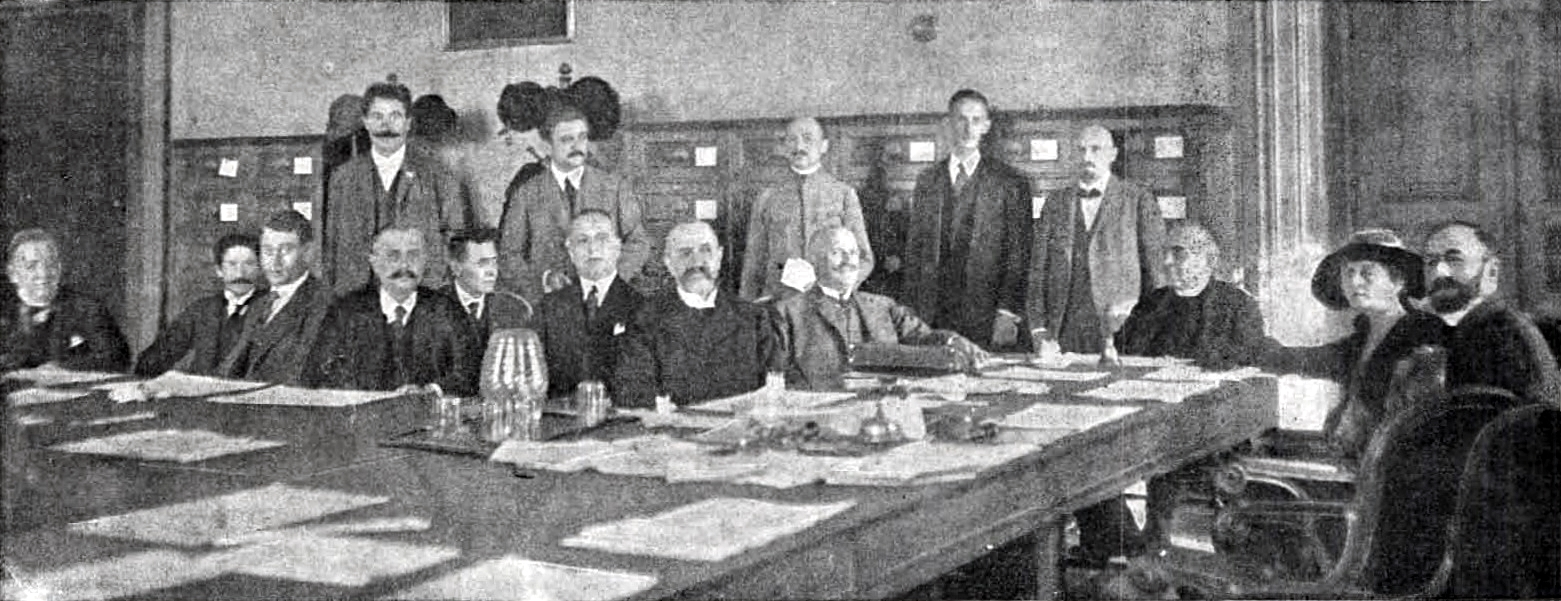
A Magyar Nemzeti Tanács néhány tagja 1918. november elején, a Parlament épületében
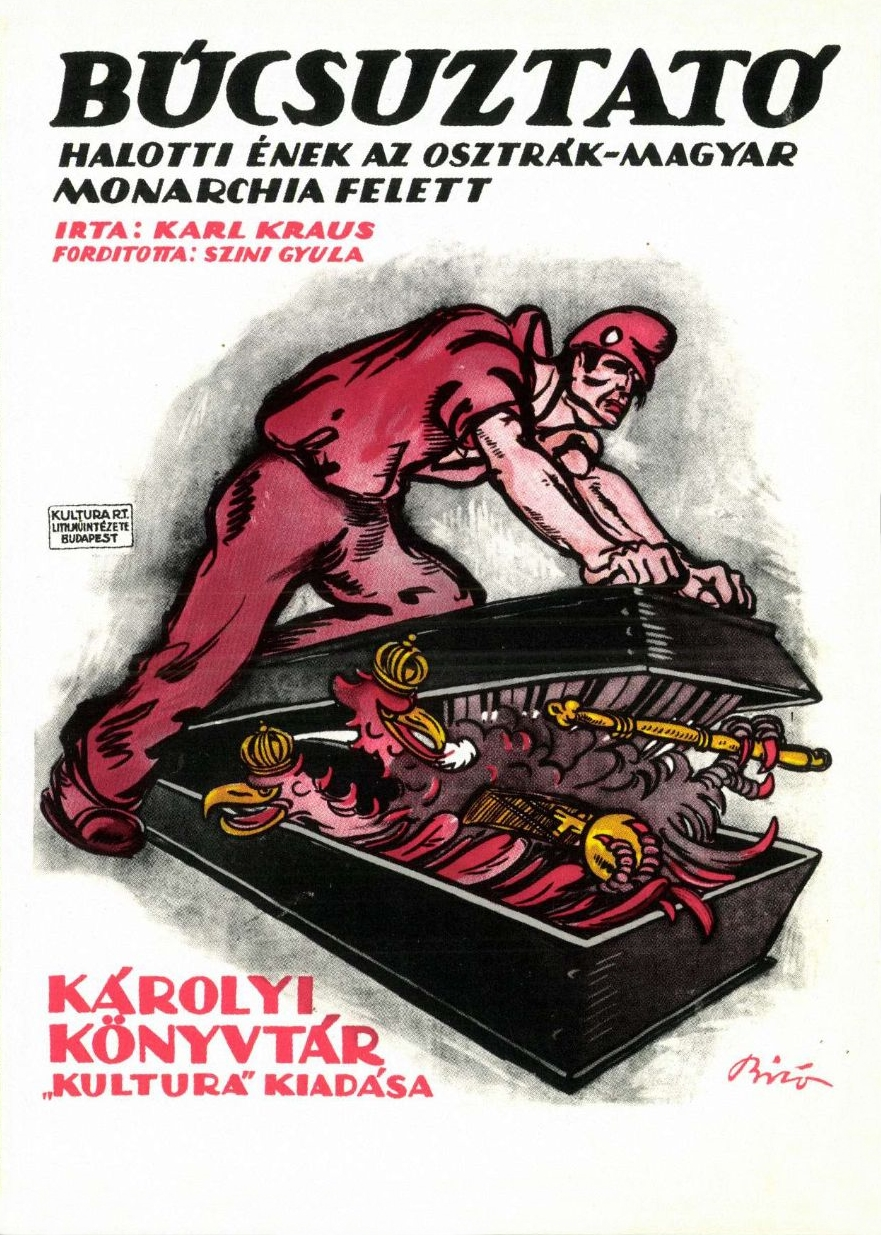
Az őszirózsás forradalom után kiadott egyik könyv borítója
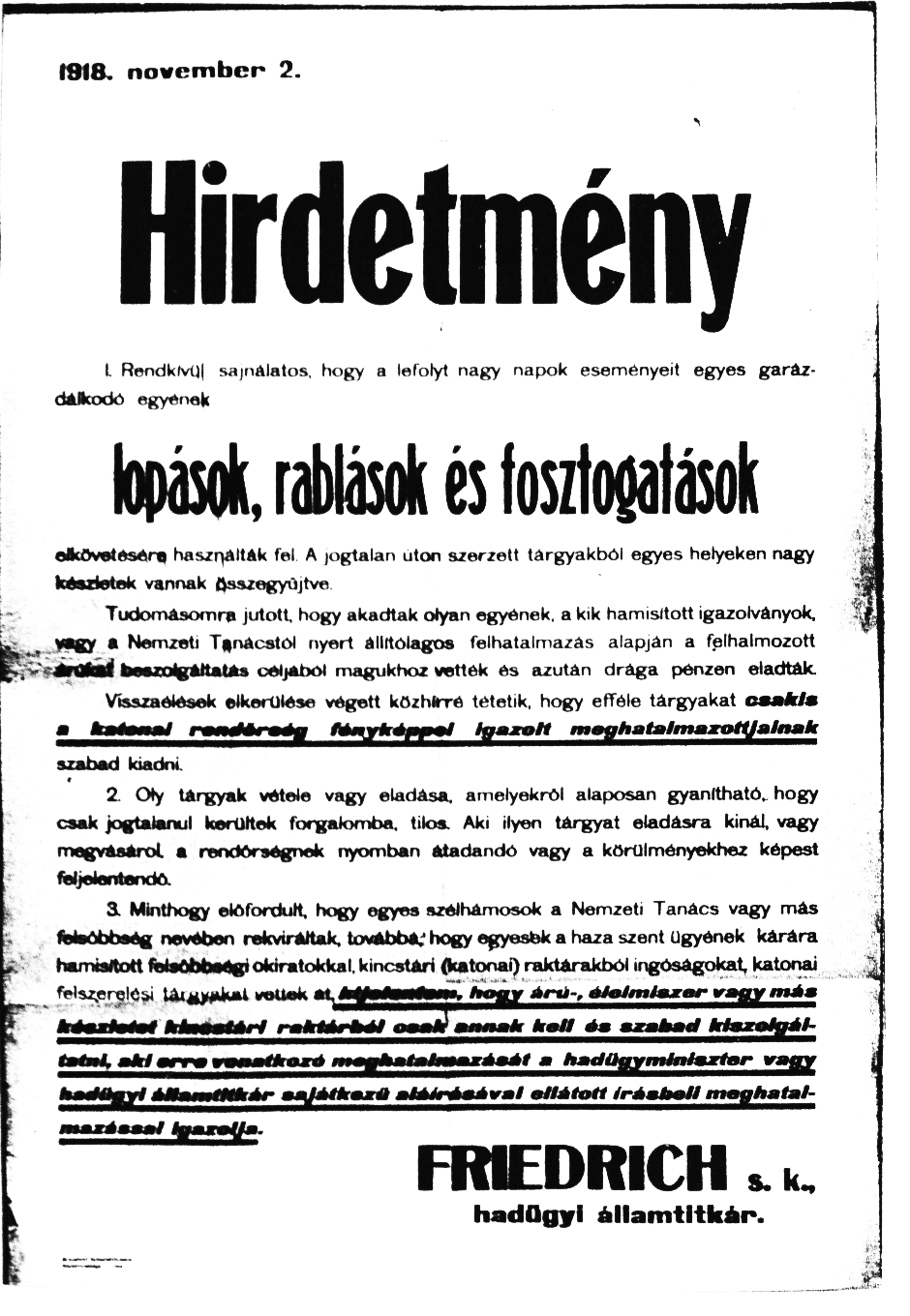
1918. november 2-i hadügyminisztériumi hirdetmény
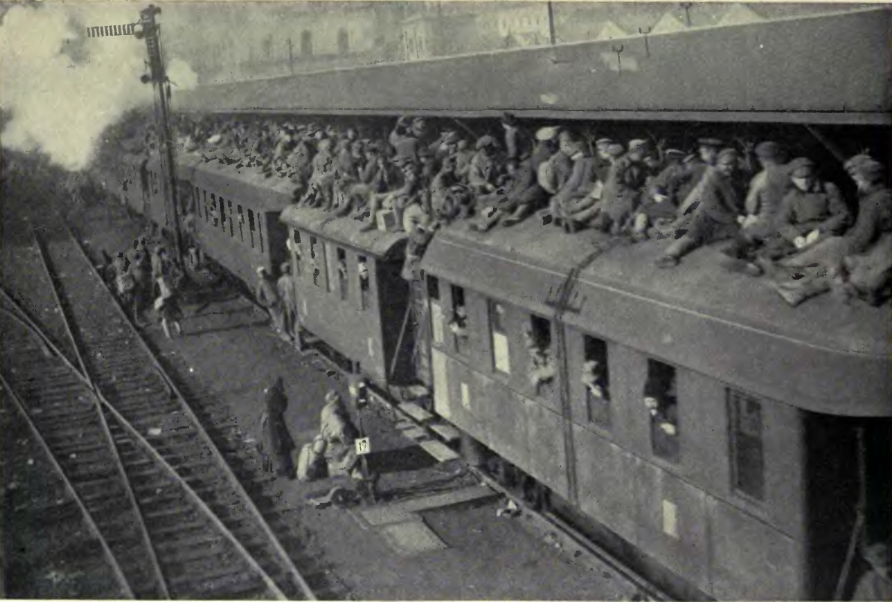
Frontról hazatérő katonák vonata
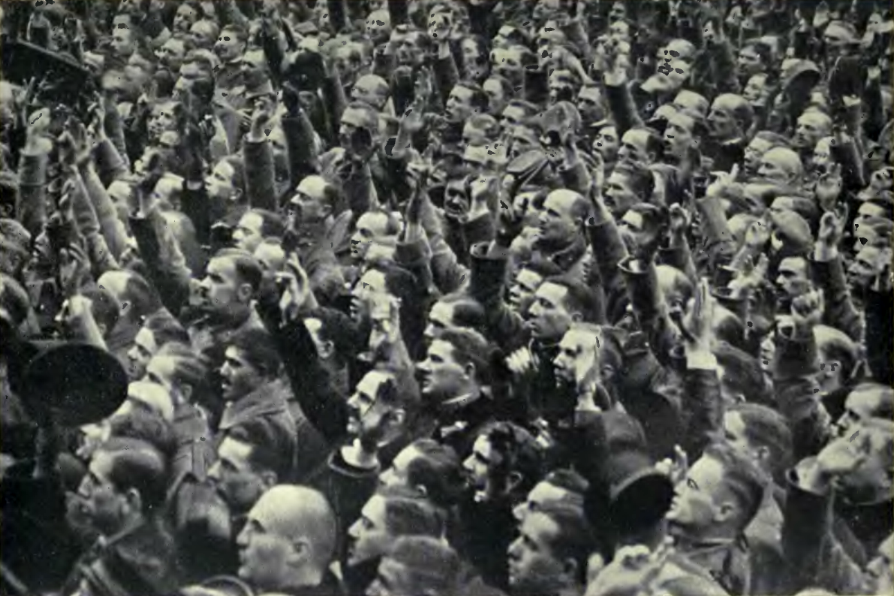
Frontról hazatért katonák esküdnek az őszirózsás forradalomra és az új kormányra
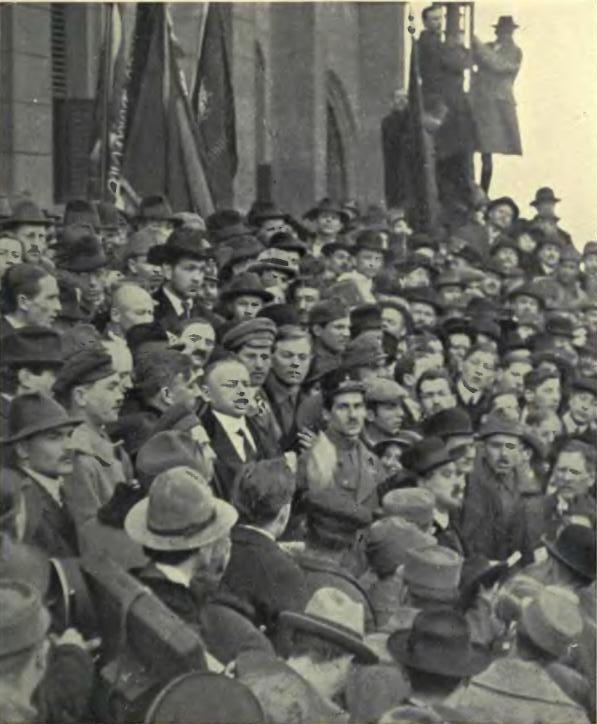
Kun Béla a Parlament bejáratánál kikiáltja a Tanácsköztársaságot